# غورميتي (مسلسل 2018)
غورميتي (بالإنجليزية: Gormiti)‏ هي سلسلة رسوم متحركة إيطالية إسبانية أنتجت سنة 2018، تحكي قصة أربعة أصدقاء يحمون برج غورم والنجم البلوري من عصابة الظلام.

## قصة المسلسل
برج غورم
تدور أحداث القصة في جزيرة غورم وأبطالها الأربعة من العناصر المختلفة التي وهي: النار الجليد الصخر الرياح، يعيشون في جزيرة غورم، كسائر الأيام كان الأصدقاء الأربعة يتجولون في الغابة الا ان أتى هذا اليوم الاستثنائي اذ بهم يجدون برج غورم الأسطوري ثم تلاقيهم حارسة البرج إيوكي وعندما علمت أنهم حاملو أساور الطاقة الجدد لم تصدق لأنهم كانوا مجرد أطفالا في الحادية عشرة من عمرهم لايملكون من القوة والمؤهلات شيء، ولكنها صدقت فيما بعد أي بعدما أثبتوا جدارتهم واستحقاقهم لحمل أساور الطاقة، لكن بعد وقت قصير جدا حطم الشرير غريد تابع الزعيم فويتس النجم البلوري إلى أجزاء ونثره في كل أرجاء جزيرة غورم، وواجب أبطالنا الأربعة العثور على أجزائه قبل أن تقع في أيدي الأشرار.
بعد الحرب الكبرى
بعد التغلب على زعيم الظلام فويتس في معركة مشتدة، قام فويتس بإيقاض طاقة قديمة تدعى طاقة الميكا وهي طاقة قوية مثل طاقة العناصر، تمتلك أربع قواعد مخفية في جزيرة غورم، وأربعة محاربين وزعيما، وطاقة الميكا هي كمحفز للطاقات الأخرى سواء كانت شريرة أو خيرة، وبعد مدة اكتشف الأبطال كيفية استخدماها لتطوير مقدراتهم في طاقة العناصر واستخدامها لمواجهة زعيم الظلام فويتس.

## الشخصيات
حراس غورم:
- ريف:هو فتى من قبيلة النار وحامل سوار طاقة النار، ريف هو فتى متهور ويعشق المغامرة ولا يحب التأمل أو الاسترخاء ويستطيع استدعاء: فولكن، كوغا، هيراك، سابورو وزعيم النار كيريون.

- إيكور:هو فتى من قبيلة الجليد وابن حاكم قبيلة الجليد، إيكور هو فتى مسؤول ويحب قراءة الكتب عكس ريف وهو عقلاني مفكر ويستطيع استدعاء: إيكيلوس، هايدروز، دياكوس، آكيلوس وزعيم الجليد كريتيون.

- تريك:هو فتى من قبيلة الصخر وحامل سوار طاقة الصخر، تريك هو فتى يحب تناول الحلوى والنوم ولكنه جاد في قتاله، يستطيع استدعاء: كاراك، توراك، هافيك، هيروك وزعيم الصخر تيتانو ووحش الهايبر بيست غورل.

- آيرون:هو فتى من قبيلة الرياح وحامل سوار طاقة الرياح، آيرون هو فتى مرح ويحب الضحك وأي شيء ممتع ولكنه ينسى كثيرا ويستطيع استدعاء: زيفير، أورايون، بايثون...وزعيم الريح هيليوس ووحش الهايبر بيست راغو.

- إيوكي:هي حارسة البرج الأسطوري برج غورم، إيوكي هي حارسة ممتازة وتستطيع فهم كل مايقوله البرج مع أن لا أحد يفهم مايقول سواها، وتستخد قوة الضوء التي تستمدها من البرج في القتال.

عصابة الظلام:
- الزعيم فويتس:هو مسخ كبير وشرير مسجون هو وجنوده في أرض الظلام ويريد الاستحواذ على النجم البلوري.
- غريد:هو مسخ أيضا ويرتدي قبعة حديدية ثقيلة تغطي أعينه ودروع ضخمة على يديه فقط، لون بشرته زرقاء وعليها بعض الوشوم البيضاء وهو أحد أتباع الزعيم فويتس.
- زاثور:هو شرير لا يري وجهه أبدا ولديه أعين حمراء وهو من أتباع الزعيم فويتس.
- كراتوس:هو شرير قوي ومتهور ويرتدي قناع ضاحكا لاينزعه أبدا وهو أحد أقوى أتباع الزعيم فويتس.
- كريبتوس:هو هيكل عضمي مدرع ذو أعين برتقالية وهو أقوى تابع لفويتس وقائد جيش الظلام.

## وصلات خارجية
- غورميتي على موقع IMDb (الإنجليزية)
- غورميتي على موقع كينوبويسك (الروسية)
- غورميتي على موقع قاعدة بيانات الفيلم (الإنجليزية)

- الموقع الرسمي
- Gormiti  في قاعدة بيانات الأفلام على الإنترنت (بالإنجليزية)